# Monika Kruse
Pour les articles homonymes, voir Kruse (homonymie).
Monika Kruse, née le 23 juillet 1971  à Berlin, est une DJ de musique électronique.

## Biographie
Monika Kruse naît à Berlin mais grandit dans la capitale bavaroise, Munich. Sa passion et son amour pour la musique lui sont venus dès l'âge de quatre ans, lorsqu'elle a commencé à prendre des cours de piano.
Elle participe à Tomorrowland en 2015.

## Discographie

### Singles
- 2009 - Sancerre EP (meets Mutant Clan)
- 2009 - Changes of Perception (Remixes Part 2)
- 2009 - Changes of Perception (Remixes Part 1)
- 2008 - Changes of Perception (Part 3)
- 2008 - Changes of Perception (Part 2)

K* 2008 - Changes of Perception (Part 1)
- 2007 - Panchakarma (GTMK)
- 2007 - and more... (GTMK)
- 2006 - Whds (feat. Patrick Lindsey)
- 2006 - Gestern (vs. Dave Shokh)
- 2005 - Latin Lovers (Remixes)
- 2005 - Passengers (@ Voodooamt)
- 2005 - Passengers (Remixes Part1) (@ Voodooamt)
- 2004 - Funk Frequenz (Remixes) (@ Voodooamt)
- 2004 - Absolut Kruse
- 2004 - Friends EP
- 2004 - Latin Lovers (Remixes)
- 2003 - Latin Lovers
- 2003 - Highway Number 4 (@ Voodooamt)
- 2002 - Abseits (@ Voodooamt)
- 2002 - Floating / USS Nostromo (@ Voodooamt)
- 2002 - Snackerz / Ground Zero (@ Voodooamt)
- 2001 - Solid State EP (@ Voodooamt)
- 2001 - Terminal M (@ Voodooamt)
- 2001 - Wavez (G Force Re-works) (@ Voodooamt)
- 2000 - Stringrise (@ Voodooamt)
- 2000 - Needlehopper (@ Voodooamt)
- 2000 - U Like (feat. Patrick Lindsey)
- 1999 - Part 2 (@ Voodooamt)
- 1999 - The Last Night (feat. Patrick Lindsey)
- 1998 - Sand Crawler EP (feat. Hoschi)
- 1998 - Frisbee Tour EP
- 1998 - Voodoo (@ Voodooamt)
- 1996 - Loops Again
- 1996 - Metal On Metal (feat. Walker)
- 1995 - Buddha (Richard Bartz)

### Remixes
- Pig & Dan - Baked (Monika Kruse Remix) (2009)
- Umek & Tomy DeClerque - Reason Revealed (2009)
- Philipp Straub feat. Collins & Behnam (Kopie 1) - Rich of Madness (2008)
- Moguai - I Want. I need. I Love (2006)
- Eric Sneo - Slave to the Beat (2006)
- Tube-Tech - Riders On The Storm (2004)
- Emmanuel Top - Mars (2004)
- Huntemann - Discotech (2003)
- Mr. Sliff - Rippin And Dippin (2001)
- DJ Rush - Motherfucking Bass (2001)